# Siemiechowianka
Siemiechowianka (Siemiechówka, Moszczenica) – potok, prawy dopływ Brzozowianki o długości 10,46 km i powierzchni zlewni 14,4 km². 
Potok wypływa na wysokości około 405 m na południowych stokach grzbietu łączącego wzgórza Wał (523 m i Wielkie Góry (458 m) na Pogórzu Rożnowskim. Zasilany jest przez liczne cieki spływające z tych wzgórz. Najwyżej położony z nich wypływa na wysokości około 420 m na południowych stokach Wału. Siemiechowianka spływa początkowo w kierunku południowo-wschodnim, później południowym, w zabudowanych i bezleśnych obszarach miejscowości Gromnik zakręcając na północny zachód. Między Gromnikiem a Siemiechowem zmienia kierunek na zachodni, płynie przez Siemiechów i na wysokości 222 m na osiedlu Granica uchodzi do Brzozowianki.